# Віддам дружину в хороші руки
Віддам дружину в гарні руки (рос. Отдам жену в хорошие руки) — кінофільм режисера Дмитра Бруснікіна, що вийшов на екрани у 2012 році.

## Зміст
Женя – «золотий» хлопець. Він розумний, талановитий, успішний, і у нього завжди безліч ідей. Євгенію 37 і на ньому тримається все архітектурне бюро, у якому він працює – так говорять його друзі. Його дружина Ольга і донька – найбільш дорогі, світлі і любимі для нього люди – так говорить він. І це правда. Чому ж тоді його так непереборно тягне до самотньої вчительки музики, красуні Ірини, до якої ходить займатися його донька, і до ніг якої він готовий кинути всі квіти землі...

## Ролі
| Актор              | Роль          |
| ------------------ | ------------- |
| Олександра Урсуляк | Ірина         |
| Григорій Антипенко | Євген Нікітін |
| Серафима Низовська | -             |
| Валерій Трошин     | -             |
| Євген Джураєв      | Георгій       |
| Дарина Калмикова   | -             |
| Настя Кащеєва      | -             |

## Знімальна група
- Режисер — Дмитро Брусникин
- Сценарист — Олег Кирилов, Ігор Тер-Карапет
- Продюсер — Дар'я Лаврова, Влад Ряшин, Олена Теплова